# Diospyros vermoesenii
Diospyros vermoesenii là một loài thực vật có hoa trong họ Thị. Loài này được De Wild. mô tả khoa học đầu tiên năm 1926.